# El día del Juicio Final (Doctor Who)
El día del Juicio Final (Doomsday en el original inglés) es el decimotercero y último episodio de la denominada "Serie 2" de la segunda etapa de la serie de televisión británica de ciencia ficción Doctor Who. Fue emitido originalmente el 8 de julio de 2006 y es el desenlace de una duologia; la primera parte, El ejército de fantasmas, fue emitida el 1 de julio del mismo año. La duologia presenta los daleks, considerados extintos después de los acontecimientos del episodio final de la serie de 2005; y los Cyberman, que habían aparecido en La ascensión de los Cybermen y La edad del acero. Ambas especies habían llegado inesperadamente a la Tierra al final de Ejército de fantasmas.
El concepto de la aparición conjunta de los cybermen y los daleks fue propuesto por primera vez en 1967, pero fue vetado por Terry Nation, el creador de los daleks. El episodio es el primer conflicto entre las dos especies en los 43 años de historia de Doctor Who, y presenta la última aparición de Billie Piper en el papel de compañera principal Rose Tyler, y la última aparición regular de Noel Clarke como el exnovio de Rose Tyler y antiguo acompañante, Mickey Smith; y de Camille Coduri y Shaun Dingwall como a los padres de Rose, Jackie y Pete Tyler. El episodio fue rodado en diciembre de 2005 y enero de 2006, junto con los episodios La ascensión de los Cybermen y La edad del acero.
La trama consiste principalmente en una guerra global entre los daleks y los cibermen, con la humanidad atrapada en la confrontación. El Doctor, la familia Tyler y Mickey Smith luchan por su vida intentando invertir la situación. Lo consiguen, pero pagando un precio emocional por el Doctor y Rose cuando quedan separados en universos paralelos.
Se trata de uno de los episodios más populares de Doctor Who en su encarnación moderna. Comparte con El momento de la despedida, Silencio en la biblioteca y El bosque de los muertos la que fue la puntuación de apreciación de la audiencia más alta de 89, hasta que el episodio La Tierra robada le superó en 2008 con 91), y es elogiado por la mayoría de críticos, tanto por el conflicto entre daleks y cibermen como por la escena de la despedida entre el Doctor y Rose.
Posiblemente debido a un error en el doblaje, existen dos episodios diferentes de Doctor Who titulados «El fin del mundo» en español: este y el segundo episodio de la primera serie, que en el original inglés se llama The End of the World.

## Trama

### Sinopsis
La apertura del episodio continúa a partir de la escena final Ejército de fantasmas; el Dr. Singh (Raji James), Mickey Smith (Noel Clarke) y Rose Tyler (Billie Piper) están atrapados en una cámara sellada en la Torre Torchwood. Cuatro daleks, portadores de un aparato llamado «Arca de la génesis», han emergido de la nave del vacío. Un Dalek Supremo, llamado Dalek Sec extrae información sobre la Tierra de Singh. Descubre que se está produciendo una invasión distinta, y envía daleks Thay a investigar. Los cibermen, que habían tomado el control de Torchwood, detectan la tecnología daleks y ofrece una alianza. Los daleks se rehúsan, y las dos especies se declaran la guerra la una a la otra.
Mientras discutía sobre la humanidad con el Doctor (David Tennant), el Cíber Líder es destruido por un pelotón de ataque liderado por Jake Simmonds (Andrew Hayden-Smith), del mismo universo que los cibermen. Jake lleva el Doctor a su universo y le explica las acciones de los cibermen. Entonces, Pete Tyler (Shaun Dingwall) suplica al Doctor que cierre la brecha. El Doctor lo acepta y llegan a un acuerdo con el cibermen para combatir juntos los daleks.
Mientras tanto, Rose explica a Mickey que se les mantiene con vida porque su tacto puede activar el Arca. Seco explica que el Culto no puede abrir el Arca porque es una tecnología robada de los Señores del Tiempo. Exige que Rose lo abra, pero ella rechaza y provoca los daleks con su conocimiento del desenlace de la Guerra del tiempo y el hecho de que aniquiló su Emperador hasta que aparece el doctor. Cuando descubre que los daleks son el Culto de Skaro, utiliza su destornillador sónico para permitir que los cibermen entren a combatir con los daleks. Sin querer, Mickey activa el Arca intentando huir, y los daleks salen al exterior del Canary Wharf para liberar el contenido del Arca: millones de daleks que fueron encarcelados durante la Guerra del tiempo.
El Doctor huye a la cámara donde se encuentra la brecha principal, y explica que cruzar el Vacío hace que el viajero quede saturado de radiación de fondo. Planea abrir la brecha para crear un efecto de vacío, pero remarca que Rose y Mickey también han cruzado el Vacío. Mickey, Jackie, y Pete pasan al universo paralelo, pero Rose se niega a abandonar el Doctor y la ayuda a abrir la brecha. Se adhieren a un par de grapas magnéticas mientras se acercan los cibermen y los daleks. La palanca de Rose se corrompe, y ella intenta arreglarla, pero le desliza de las manos. Antes de que la brecha se le cierre encima, Pete la agarra y se lo lleva a través de un portal a su mundo.
Un tiempo después, Rose tiene un sueño en el que oye la voz del Doctor que la llama. La familia Tyler sigue la voz a una remota bahía de Noruega llamada «Bahía del Lobo Feroz", donde aparece una imagen del Doctor, que está aprovechando la energía de una supernova para comunicarse a través de una de las últimas brechas. Como la brecha se cerrará definitivamente en dos minutos, ambos comparten una última conversación. Rose estalla en lágrimas y le dice que la ama, pero cuando el Doctor empieza a responder, la brecha se cierra. Al TARDIS, el Doctor, lloroso, recupera el compostura y fija un nuevo rumbo. Alza la vista y ve a una mujer con un vestido de novia (interpretada por Catherine Tate), que exige saber dónde se encuentra.

## Producción

### Concepción
La idea de juntar a los daleks y a los cybermen en pantalla no es nueva. En diciembre de 1967, la BBC se aproximó a Terry Nation para que ambas razas aparecieran en un serial, pero Nation vetó esa idea. Davies volvió a tener la misma idea mientras planificaba la temporada 2006: en ella resucitarían los populares daleks y serviría para una buena salida de Piper, que había decidido abandonar Doctor Who.1 El día del Juicio Final es el primer episodio en la historia de Doctor Who en el que los cybermen y los daleks aparecen juntos en pantalla. Ya habían aparecido Cybermen y daleks en The Five Doctors y El ejército de fantasmas, pero en escenas separadas.
El episodio iba a tener lugar originalmente en Cardiff, en la falla temporal donde se ambientaron Los muertos inquietos y Explosión en la ciudad. Cuando se aprobó el spin-off Torchwood en 2005, Davies decidió que el mismo se basara en Cardiff, y estos episodios tuvieran lugar en Canary Wharf, en Londres.
Entre el equipo de producción fue objeto de discusión quién debía rescatar a Rose; Davies y Julie Gardner querían que Pete la rescatara, mientras Clarke y Phil Collinson querían a Mickey. El papel lo llevó a cabo Pete, para enfatizar que él había aceptado a Rose como hija adoptiva. La respuesta pretendida del Doctor a Rose también se discutió; Davies, que dejó la respuesta sin especificar, dijo que no lo sabía cuando Collinson se lo preguntó en los comentarios del DVD, y Gardner dijo que creía vehementemente que el Doctor iba a corresponder el amor de Rose.
Algunos de los elementos de esta historia se inspiraron en la trilogía de Philip Pullman La materia oscura. Pulman se sintió "halagado" por las referencias en el episodio, y comparó las acciones de Davies a su propia práctica de referenciar trabajos.

### Rodaje

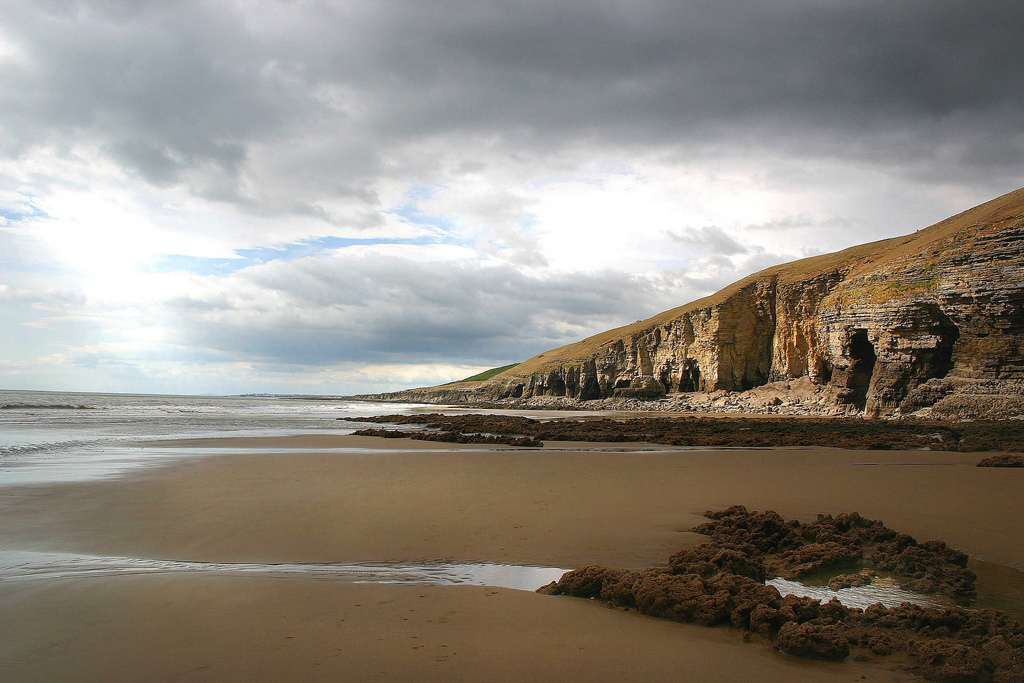
La playa de Southerndown, en Gales, fue utilizada como escena de la despedida de Rose Tyler y el Doctor en la Bahía del Lobo Feroz.

Para asegurarse de que Clarke y Dingwall estuvieran disponibles para el rodaje, la historia se rodó en el tercer bloque de producción junto con La ascensión de los Cybermen y La edad del acero. El rodaje comenzó el 2 de noviembre de 2005 los exteriores de Kennington, pero no se convirtió en el trabajo principal del equipo de producción hasta el 29 de noviembre, cuando se empezaron a grabar las escenas de dentro y alrededor de la cámara de la esfera. La escena de los Tyler conduciendo en Noruega fue rodada en Bridgend el 6 de diciembre. Las escenas de la cámara de la palanca, el escenario principal de la historia, fueron rodadas entre el 12 y el 15 de diciembre, así como entre el 3 y el 5 de enero de 2006. El trabajo con croma por la escena de Rose siendo chupada al vacío se grabó el 13 de enero, y la escaramuza entre los militares y los cibermen el puente fue registrada el 15 de enero.
La penúltima escena del episodio, la despedida del Doctor y Rose, fue grabada el 16 de enero de 2006; el último día de rodaje por Clarke y Dingwall. La última escena de Piper fue la reunión de Rose con el Doctor en El agujero de Satanás el 31 de marzo, pero el rodaje fue bastante emotivo, hasta el punto que se derramaron algunas lágrimas. La última escena, la aparición de Catherine Tate al TARDIS como Donna Noble («La novia», los créditos) fue rodada el 31 de marzo al último día de rodaje, y fue el último uso escena del TARDIS que había sido utilizada desde 2005. Para asegurarse de mantener en secreto la marcha de Rose y la aparición de Tate, solo Piper y Tennant recibieron el guion de la escena de la despedida, y el director Graeme Harper solo fue informado en el último momento posible.

## Música
Además de utilizar música ya existente, Murray Gold compuso una pieza de música para la despedida de Rose titulada Doomsday, que incluía voces de Melanie Pappenheim. En lugar de usar los violines que Davies y el resto del equipo de producción esperaban, Gold tomó un enfoque minimalista. Cuando presentó la pista a producción, Gold la describió como representando la energía desbocada de Rose y su determinación mientras busca al Doctor. Después dijo "Quería conseguir esa clase de vibración, como el sonido de dolor emocionalmente fuerte, porque pensé que eso es lo que haría Rose si sintiera dolor y corriera a su habitación para encerrarse y llorar, de verdad. La pieza usó el mismo trabajo vocal de Rose cuando esta entró por primera vez en la TARDIS, creando un efecto marco. Es una de las favoritas de los fanes y la de la productora ejecutiva Julie Gardner, y es una de las razones, junto con Song for Ten de La invasión en Navidad, para la publicación de la banda sonora de ambas temporadas que se hizo varios meses después.

## Emisión, recepción y legado

### Emisión y censura a los medios antes de la emisión
Para proteger tanta información sobre el episodio como fuera posible, la escena final de Ejército de fantasmas fue retenida, no se permitió que los Fear Forecasters de la web de la BBC vean el episodio antes de que fuera emitido, y se limitó el acceso a las copias. Sin embargo, el atrezo de Dalek Sec, que anteriormente no había sido utilizado, había invadido la escena los BAFTA Television Awards del 2006 mientras el equipo de producción recogía un galardón. Se impuso una moratoria similar al finalizar la serie siguiente, El último de los Señores del Tiempo.
La audiencia final del episodio fue de 8,22 millones de espectadores y fue, sin contar el Mundial de Fútbol 2006, la segunda emisión televisiva más vista de la semana, tras un episodio de Coronation Street, y la octava emisión más vista contando el Mundial. La edición acompañante de Doctor Who Confidential tuvo en torno a un millón de espectadores más, siendo la segunda emisión más vista en un canal no terrestre esa semana. Las mediciones fueron mayores que la Copa del Mundo entre Alemania y Portugal, que tuvo un millón menos de espectadores.

### Recepción crítica y posterior lanzamiento
El día del Juicio Final es uno de los episodios más populares de Doctor Who. Tuvo un índice de apreciación de 89, que fue el más alto durante casi dos años hasta que le superó La Tierra robada con 91; y es el único episodio de Doctor Who que recibió una puntuación perfecta de 10 en IGN, que felicitó a Davies por lograr un episodio con tanta acción y tan emotivo. Television Without Pity le dio al episodio una nota de Sobresaliente alto. The Stage comentó que el conflicto Dalek-Cybermen fue "lo único que valía la pena ver" en el fin del semana, eclipsando incluso la Final del Mundial de Fútbol, y también que la escena de despedida "estaba escrita con belleza e interpretada con emotividad", sin "un solo ojo seco en el universo". Dek Hogan de Digital Spy dijo que el episodio estaba "hermosamente balanceado y con momentos de alta emoción e intensidad emotiva" y que la única lágrima de aceite que soltó la versión Cyberman de Yvonne fue un "toque agradable". Criticó la aparición de Catherine Tate por innecesaria para acabar el episodio y por "romper el ambiente". Stephen Brook de The Guardian pensó que el episodio fue "un punto alto de la serie moderna, altamente emocional, aterrador y genuinamente emocionante", mientras la marcha de Rose "se llevó a cabo brillantemente". Comparó positivamente la trama del episodio de una guerra entre "los más grandes monstruos de la historia en el programa" con la película Alien vs Predator.
Después de su emisión inicial, el episodio se publicó en DVD junto con Temedla y El ejército de fantasmas el 25 de setiembre de 2006. Fue emitido por primera vez en CBC Television el 19 de febrero de 2007. La compilación de las dos partes de esta historia fue una de las tres de Doctor Who nominadas al premio Hugo 2007 a la mejor presentación dramática en forma corta, las otras fueron Reunión escolar y La chica en la chimenea. Esta última fue la que se llevó el premio.

### Legado
Los acontecimientos del episodio crearon un arco narrativo menor para la serie siguiente y la serie spin-off Torchwood. Los efectos de la ciberconversión de humanos en cibermen fueron explorados más tarde en el episodio de Torchwood Cyberwoman, que se centraba en el personaje Ianto Jones (Gareth David-Lloyd) que mantenía su novia parcialmente convertida escondida de sus compañeros mientras busca una cura. La novela spin-off Made of Steel, que presenta la siguiente compañera del Doctor, Martha Jones (Freema Agyeman), sigue varios Cyberman que, tras quedar atrapados en la Tierra, intentan sacar los otros Cyberman del vacío.
La pérdida de Rose fue utilizada varias veces en la tercera serie: el recuerdo fue utilizado en un intento de debilitar el Doctor en El código Shakespeare; y fue una molestia para la compañera Martha Jones. La pérdida de Rose el entristeció durante La novia fugitiva, pero también le permitió «seguir luchando» varias veces.
El universo alternativo y el Vacío fueron explorados aún más en varios episodios de 2008: los acontecimientos de los últimos tres episodios de la cuarta serie, Turn Left, The Stolen Earth, y Journey's End debilitan la separación entre los universos paralelos, causando la muerte de la mayoría de seres del Vacío. Un pequeño grupo de Cyberman aparecen en The Next Doctor, habiendo robado tecnología daleks y huido del Vacío hacia la Londres victoriana.